# Neosergestes consobrinus
Neosergestes consobrinus is een tienpotigensoort uit de familie van de Sergestidae. De wetenschappelijke naam van de soort is voor het eerst geldig gepubliceerd in 1968 door Milne.